# Cerophanes kerzhneri
Cerophanes kerzhneri är en stekelart som beskrevs av Vladimir Ivanovich Tobias 1971. Cerophanes kerzhneri ingår i släktet Cerophanes och familjen bracksteklar. Inga underarter finns listade i Catalogue of Life.